# Christmas (альбом Alabama)
Christmas — первый рождественский альбом американской кантри-группы Alabama, вышедший в сентябре 1985 года с помощью лейбла RCA Records Nashville. Он был сертифицирован как дважды платиновый за поставку 2 миллионов единиц Ассоциацией звукозаписывающей индустрии Америки 11 июля 1996 года. С 1991 года, когда SoundScan начал собирать данные о продажах, в Соединенных Штатах было продано 515 300 копий.
Альбом стал первым рождественским альбомом группы Alabama и включает одну из самых популярных праздничных песен 1982 года — «Christmas in Dixie», которая вошла в два чарта музыкальной популярности журнала Billboard в течение шести разных календарных лет. «Christmas in Dixie» достигла вершины на 35 месте в чарте Hot Country Singles журнала Billboard в январе 1983 года, а также достигла 3 места в специальном еженедельном чарте Christmas Singles журнала Billboard в конце года в декабре 1983 года.

## Отзывы
| Оценки критиков | Оценки критиков |
| Источник        | Оценка          |
| --------------- | --------------- |
| Allmusic        | [ 4 ]           |

Альбом получил положительные отзывы музыкальной критики и интернет-изданий.
Джейсон Анкени из Allmusic отметил что «Сборник праздничных мелодий Christmas группы Alabama, в который вошла вечная песня „Christmas in Dixie“, считается одним из самых сильных альбомов Alabama, как сезонных, так и иных; хотя порой материал бывает излишне заунывным. Невозможно ошибиться в том, что группа любит этот проект, и такие композиции, как „Happy Holidays“, „Tennessee Christmas“ и „A Candle in the Window“, являются прекрасным дополнением к канону современного кантри»<ref name="Allmusic">.

## Список композиций
1. «Santa Claus (I Still Believe In You)» (John Jarrard, Teddy Gentry, Randy Owen, Greg Fowler, Linda Gentry) — 4:07
2. «Joseph and Mary’s Boy» (Don Cook, Keith Whitley) — 4:06
3. «Happy Holidays» (Ronnie Rogers, Swain Schaefer) — 3:18
4. «Christmas Memories» (Becky Hobbs, John Greenebaum, Randy Albright) — 3:21
5. «Tonight Is Christmas» (Keith Worsham, Stan Munsey Jr., Don Matthews, Steve Baccus) — 4:19
6. «Thistlehair The Christmas Bear» (Donny Lowery) — 4:06
7. «Tennessee Christmas» (Gary Chapman, Amy Grant) — 3:40
8. «A Candle In The Window» (Susan Longacre, Walt Aldridge, Gary Baker) — 3:51
9. «Homecoming Christmas» (Rogers) — 3:52
10. «Christmas in Dixie» (Mark Herndon, Randy Owen, Jeff Cook, Teddy Gentry) — 3:37